# Boomerang (TV-kanal)
Boomerang är en amerikansk TV-kanal, som sänder dygnet runt och inledde sina sändningar den 1 april år 2000. Kanalen ägs av bolaget Turner Broadcasting System.
På senare år har Boomerang visats som ett kvällsprogramblock på skandinaviska Cartoon Network.
Men slutligen lanserades Boomerang på den skandinaviska marknaden under sommaren 2008 och sändningarna sker på Canal Digital och Viasats plattformar via satellit och kabel. Distributionen utvidgades efter förhandlingar med bland andra Com hem. Boomerang är systerkanal till Cartoon Network som även den ingår i Tuner-koncernen. Många av programmen i Boomerang är program som Cartoon Network tidigare har visat men som nu ersatts av nya produktioner i huvudkanalen.

## Historia
Under slutet av 1980-talet köpte Ted Turners kabel-TV-koncern filmstudion MGM:s arkiv, vilket förutom spelfilmer även inkluderade många tecknade filmer från Warner Bros. 1991 köpte Turner även animationsstudion Hanna-Barbera Productions och fick deras stora arkiv med på köpet. För att kunna få utrymme för alla dessa filmer skapades kabelkanalen The Cartoon Network. Kanalen var till en början specialiserad på att visa repriser av just klassiska tecknade filmer som till exempel Familjen Flinta och Jetsons. Ted Turners bolag Turner Broadcasting köptes 1996 av mediagiganten Time Warner och Cartoon Network blev då en del av Time Warner som är en av världens största mediekoncerner. 

### Cartoon Network och Boomerang i Sverige
I Sverige delade Cartoon Network sändningstid med Turner-ägda filmkanalerna TCM och ursprungligen TNT. Till Sverige sändes till en början den paneuropeiska versionen av kanalen. Många av programmen var dock dubbade till svenska, norska och danska via separata ljudkanaler men med samma bild. 1996 delade kanalerna på sig och började sända i dygnet runt-versioner. År 2000 fick de skandinaviska länderna en egen feed av Cartoon Network där samtliga program dubbades till svenska, norska och danska via separata ljudkanaler.
Eftersom Cartoon Network numera satsar på att sända samtliga program dubbade till de skandinaviska språken tar det ofta tid innan nya amerikanska produktioner når den skandinaviska kanalen. Dubbningen tar naturligtvis både tid och kostar en hel del pengar. Existerande dubbade program repriseras därför ofta. I maj 2006 bytte den skandinaviska versionen, som en av de sista i världen, ut den gamla logotypen till Cartoon Networks nya. I samband med detta försvann programblocket Boomerang från den skandinaviska versionen. I flera andra länder sänds Boomerang som en egen kanal med enbart klassiska tecknade filmer. I december 2007 började Cartoon Network, trots den är en kanal för bara tecknade serier, att även sända otecknat. Den första är Spionfamiljen. Sedan 2011 har Cartoon Network återigen bytt ut sin layout och ersatt med en ny som påminner om den äldre från början av 2000-talet.

### Boomerang kommer till Sverige
I september 2010 började Cartoon Network också att sända Boomerang som egen kanal i Sverige, Norge, Danmark och även Finland. Kanalen visar filmer, serier och reality-shower. Till en början distribuerades Boomerang enbart av Canal Digital men under 2010 ökade intresset och också Viasat lanserade kanalen. Flera operatörer, som Com hem, Telia och Magine har därefter fått rättigheter att sända kanalen. Sedan sommaren 2015 sänds Boomerang även via Boxer i marknätet efter att TV-kanalen Silver upphörde med sändningarna i Norden den 16 juli 2015. Den 4 september 2023 ersattes Boomerang av Cartoonito.

## Urval av serier som visats på Boomerang
- Looney Tunes
- Pinky och Hjärnan
- Scooby-Doo
- Tom och Jerry
- Katten Gustaf
- Rosa Pantern
- Mästerdetektiven Droopy
- Sylvester och Pips mysterier
- Familjen Flinta
- Top Cat
- Jetsons
- Dastardly och Muttley i deras flygande maskiner
- My Little Pony: Vänskap är magisk
- The Looney Tunes Show
- Familjen Addams
- Duck Dodgers
- Grizzy och lämlarna
- Kommissarie Gadget